# Macaduma indistincta
Macaduma indistincta är en fjärilsart som beskrevs av Rothschild 1912. Macaduma indistincta ingår i släktet Macaduma och familjen björnspinnare. Inga underarter finns listade i Catalogue of Life.